# Хвалібоґово (Вжесінський повіт)
Хвалібоґово (пол. Chwalibogowo) — село в Польщі, у гміні Вжесня Вжесінського повіту Великопольського воєводства.
Населення — 723 особи (2011).
У 1975—1998 роках село належало до Познанського воєводства.

## Демографія
Демографічна структура станом на 31 березня 2011 року:
|          | Загалом | Допрацездатний вік | Працездатний вік | Постпрацездатний вік |
| -------- | ------- | ------------------ | ---------------- | -------------------- |
| Чоловіки | 349     | 75                 | 253              | 21                   |
| Жінки    | 374     | 88                 | 226              | 60                   |
| Разом    | 723     | 163                | 479              | 81                   |